# Авдышев, Виктор Юрьевич
Виктор Юрьевич Авдышев (10 марта 1956 — 4 мая 2025) — советский борец классического стиля, чемпион и призёр чемпионатов СССР, призёр чемпионатов Европы и мира, мастер спорта СССР международного класса (1976). Увлёкся борьбой в 1970 году. В 1975 году выполнил норматив мастера спорта СССР. Участвовал в шести чемпионатах СССР. Чемпион Европы среди молодёжи. Победитель международных турниров. Оставил большой спорт в 1984 году.

## Спортивные результаты
- Чемпионат Европы по борьбе среди молодёжи 1976 — ;
- Чемпионат СССР по классической борьбе 1977 — ;
- Чемпионат СССР по классической борьбе 1978 — ;
- Чемпионат СССР по классической борьбе 1979 — ;
- Классическая борьба на летней Спартакиаде народов СССР 1979 — ;
- Чемпионат СССР по классической борьбе 1981 — ;
- Чемпионат СССР по классической борьбе 1984 — ;

## Криминальная деятельность
С конца 1980-х годов, проживая в Киеве, занялся рэкетом. «Авдышевская» ОПГ появилась в 1989 году. Группа бывших спортсменов-борцов, объединившись по профессиональному и этническому признаку, стала устанавливать контроль над мелкими бизнесменами, которые в большом количестве торговали на Бессарабском рынке
В середине 1990-х годов группировка Виктора Авдышева, известного как Авдыш, была одной из самых мощных в Киеве. При этом Авдыш по возможности старался не конфликтовать с другими бандитами и решать все вопросы мирным путём.
В 1995 году Виктора Авдышева и людей из его окружения арестовала милиция. Следствие продолжалось три года, Авдышеву грозил большой срок. Но ему удалось сбежать в Азербайджан. Суд заочно приговорил криминального авторитета к четырём годам лишения свободы, он был объявлен в международный розыск.
В Украину он больше не вернулся. Переехав в Россию, заключил очередной брак, став Кочиевым по фамилии жены. Обосновался в Краснодарском крае, где занимался строительным бизнесом. Скончался 4 мая 2025 года, причиной смерти стала сердечная недостаточность. Похоронен в селе Архипо-Осиповка Краснодарского края.